# Fonte de São Pedro
A fonte de São Pedro é um fontanário situado à Concha Acústica do Teatro Castro Alves, em Salvador, mais especificamente na rua Gustavo de Andrade, a antiga Ladeira da Fonte. Sua data de inauguração é desconhecida; contudo, a existência do fontanário foi mencionado por Luís dos Santos Vilhena no final do século XVIII. Em 1829, Domingos Rabelo relacionou esta fonte como uma das que se situava na freguesia de São Pedro, subdivisão extinta de Salvador. Encontra-se como estrutura histórica tombada pelo Instituto do Patrimônio Artístico e Cultural da Bahia (IPAC), órgão do governo do estado da Bahia, sob o Decreto n.º 30.483/1984.
O fontanário foi construído por alvenaria de pedras e composta por galerias de captação de água, frontispício e bacia de recolhimento de água servida, situada em nível bem abaixo do logradouro público.
Com relação à qualidade da água Vilhena destacou apenas a das Fontes do Queimado situada atrás do Convento da Soledade e a Fonte de São Pedro. A fonte também foi citada por Braz do Amaral no livro História do Brasil, do Império à República como sendo a melhor fonte de água potável de Salvador.